# Gastrotheca abdita
Gastrotheca abdita är en groddjursart som beskrevs av William Edward Duellman 1987. Gastrotheca abdita ingår i släktet Gastrotheca och familjen Hemiphractidae. IUCN kategoriserar arten globalt som otillräckligt studerad. Inga underarter finns listade i Catalogue of Life.